# Großalmerode
Großalmerode – miasto w Niemczech, w kraju związkowym Hesja, w rejencji Kassel, w powiecie Werra-Meißner.